# Serjania communis
Serjania communis är en kinesträdsväxtart som beskrevs av Jacques Cambessèdes. Serjania communis ingår i släktet Serjania och familjen kinesträdsväxter.

## Underarter
Arten delas in i följande underarter:
- S. c. alsmithii
- S. c. glabra